# Росс (залив)
Росс (англ. Rosse Bay) — залив в регион Кикиктани, территория Нунавут, Канада. Залив Росс расположен в проливе Нэрса между островом Пим и полуостровом острова Элсмир Йохан. Его с заливом Бьюкенен соединяет пролив Райс. Расположен в 3700 км от столицы страны Оттавы.

## География
На юго-западе залива расположены гравийно-песчаные морены и приливные ледники. Основной сток ледника Леффертс находится в заливе Росс.

## Климат
Климат тундровый. Средняя температура составляет −16 °C. Самый тёплый месяц — июль, при температуре 2 °C, а самый холодный февраль, при температуре −25 °С.